# 克莱夫·伯尔
克莱夫·伯尔（英語：Clive Burr，1957年3月8日—2013年3月12日），英国鼓手，1979年至1982年重金属音乐乐队铁娘子乐团成员。